# 德莉·海明威
德莉·海明威（英語：Dree Hemingway；1987年12月4日—），美国超級名模。她是高級時裝品牌：Gianfranco Ferré、Chanel及Valentino的代言人。她也是欧内斯特·海明威的曾孙女。德莉上過Vogue、i-D、W及Numéro等雜誌，也有參與Calvin Klein、Rue du Mail、Chanel等著名時裝及奢侈品的時裝展。